# 丢沙包
丢沙包是以拋擲沙包進行的的遊戲，各地流行的規則、玩法都有所不同，如中國大陸最常見的丢沙包玩法和歐美常見的沙包洞遊戲等。在台灣夜市也非常流行，通常一局30元至50元，共六個瓶子(罐子)，若全數擊倒，即可獲得玩偶等獎賞。
丢沙包是中国经典的儿童集体游戏之一。但进入21世纪后，随着经济发展和娱乐方式的增多，丢沙包这种游戏已经淡出孩子们的视线，但某些地區的小學仍是常見的活動。

## 沙包制作
多由碎布缝制为5-10厘米的全封闭袋子，内用细沙、豆类或大米填满。

## 规则

### 投擊對方
在丢沙包的众多玩法中，其核心规则均为规定场地内，投手用沙包投击对方，被击中者出局。若被对方接住，则此人增加“一条命”，或者可令队友“复活”。